# Aprionus separatus
Aprionus separatus är en tvåvingeart som beskrevs av Boris Mamaev och Jaschhof 1997. Aprionus separatus ingår i släktet Aprionus och familjen gallmyggor. Arten är reproducerande i Sverige. Inga underarter finns listade i Catalogue of Life.